# La Saga de Thorgull
La Saga de Thorgull est la quinzième histoire de la série Le Scrameustache de Gos. Elle est publiée pour la première fois du no 2341 au no 2351 du journal Spirou, puis en album en 1983.
L'Oncle Georges doit déménager. Dans la nouvelle demeure, aidé d'une jeune archéologue, il fait une découverte. L'étrange épée d'un chef viking, via l'équipement des Galaxiens, révèle toute une saga.

## Personnages
- Le Scrameustache
- Khéna
- Oncle Georges
- Quatre Galaxiens
- Ulla Svérikson
- Thorgull
- Les Vikings
- Les trolls